# 米科拉伊夫卡 (杜博維基市鎮)
48°16′37″N 36°18′56″E / 48.27694°N 36.31556°E
米科拉伊夫卡（烏克蘭語：Миколаївка），是烏克蘭的村落，位於該國中部第聶伯羅彼得羅夫斯克州，由錫內利尼科韋區的杜博維基市鎮負責管轄，處於恰普利納河右岸，距離維德羅德任尼亞0.5公里，2001年人口687。